# Огненные птицы
«Огненные птицы», также известен как «Крылья Апач» (англ. Fire Birds / Wings of the Apache) — кинофильм 1990-го года с Николасом Кейджем в главной роли.
Критики невысоко оценили фильм, назвав его посредственной вариацией на тему более популярного и успешного «Лучший стрелок» с Томом Крузом.

## Сюжет
Американская армия помогает дружественному режиму в одной из стран Южной Америки бороться с наркокартелями. На наркобаронов работают лётчики из стран железного занавеса во главе с Деваром Проктором.
Для подавления противника американцы планируют применить вертолёты AH-64 «Апач». Для этого целая группа пилотов проходит специальный курс подготовки. В числе избранных — Джейк Престон, олицетворяющий крутого и самонадеянного лётчика. Именно ему предстоит сыграть главную роль в решающей воздушной битве за правое дело.

## В ролях
- Николас Кейдж — Джейк Престон
- Томми Ли Джонс — Брэд Литтл
- Шон Янг — Билли Ли Гутри